# Palladio di Auxerre
Palladio (... – Auxerre, 10 aprile 659 o 660) è stato vescovo di Auxerre nella prima metà del VII secolo, venerato come santo dalla Chiesa cattolica.
La diocesi di Auxerre conserva un antico testo, le Gesta pontificum Autissiodorensium, databile alla fine del IX secolo e composto sullo stile del Liber pontificalis della Chiesa di Roma, nel quale Palladio compare al 21º posto nella lista dei vescovi di questa antica diocesi, tra i vescovi Desiderio e Vigilio. 
Abate di Saint-Germain d'Auxerre, indicato dalle Gesta come vir sapiens, largus atque misericors, fu eletto vescovo di Auxerre alla morte del predecessore Desiderio, avvenuta il 27 ottobre 623. Storicamente, Palladio è documentato in diverse occasioni. Il suo nome appare tra i firmatari di due concili franchi, il primo celebrato a Clichy, il 27 settembre 626 o 627, il secondo a Chalon il 24 ottobre di un anno compreso tra il 639 e il 654. Inoltre, secondo Flodoardo, Palladio prese parte anche ad un concilio svoltosi a Reims in epoca incerta tra il 627 e il 630, di cui però non restano gli atti. Di Palladio si conservano poi due documenti: un diploma, scritto nell'anno 8º del regno di Dagoberto I, ossia nel 630, e una lettera scritta a Desiderio di Cahors, che fu vescovo dal 630 al 655. Infine sottoscrisse il 22 giugno 654 un privilegio di Clodoveo II a favore del monastero di San Dionigi di Parigi.
Le Gesta raccontano che Palladio si impegnò soprattutto nella costruzione o rifacimento di chiese: fece costruire la chiesa di Sant'Eusebio di Vercelli a Auxerre e quella di San Germano a Suilly-la-Tour, adornò la basilica cattedrale di Santo Stefano, trasformò il monastero di San Giuliano in un monastero doppio, maschile e femminile. Sempre secondo le Gesta, Palladio morì dopo 36 anni e 3 mesi di episcopato, il 10 aprile del 659 o 660, e fu sepolto nella chiesa di Sant'Eusebio.
L'odierno Martirologio Romano, riformato a norma dei decreti del concilio Vaticano II, fa memoria del santo vescovo il 10 aprile con queste parole: